# Dene O’Kane
Dene O’Kane (* 24. Februar 1963 in Christchurch; † 14. Mai 2024 in Auckland) war ein neuseeländischer Snookerspieler.

## Leben/Karriere
Im Jahre 1970 zog O’Kanes Familie von Christchurch, der größten Stadt der Südinsel, nach Auckland auf der Nordinsel, der größten Stadt Neuseelands. Dort besuchte er das Northcote College.
Als Elfjähriger wurde er von einem im Farbfernseher übertragenen Pot-Black-Turnier in den Bann gezogen und beschloss, selbst einmal ein World-Champion-Snookerspieler zu werden. Um der Familie die Ernsthaftigkeit seiner Absichten zu beweisen, übte Dene zu Hause auf einer mit einer Tischdecke abgedeckten Tischtennisplatte mit Tischtennisbällen und einem Besenstiel als Queue-Ersatz.
Um das Spiel zu erlernen, lieh er sich in einer lokalen Bibliothek das Buch Spencer on Snooker des englischen Snookerprofis John Spencer so oft aus, dass die Bibliothek es ihm schenken wollte.
Sein erstes Queue kaufte er sich für 12 NZ$. Im Alter von 17 Jahren wurde Dene 1980 der jüngste Snooker-Champion Neuseelands. Da er in Neuseeland keine ernsthafte Konkurrenz im Snooker mehr fand, ging er 1980 ins Mutterland des Snookers, nach England, um seine Fähigkeiten weiter zu verbessern.
Immer noch als Amateur spielend, gewann er 1981/82 einige Turniere. 1983 kehrte er nach Neuseeland zurück, bevor er 1984 Snookerprofi wurde. Im ersten Jahr erreichte er das Viertelfinale der British Open und die Endrunde der Snookerweltmeisterschaft.
Die nächsten zwei Saisons lief es dann nicht so gut, bis zum Ende der Saison 1986/87, als er Cliff Thorburn und Doug Mountjoy schlug und unter die letzten Acht bei der Weltmeisterschaft kam. 1987/88 erreichte er erneut das Viertelfinale der British Open sowie das Achtelfinale der UK Championship. Das reichte aus, um ihn am Ende der Saison auf Platz 23 der Snookerweltrangliste zu bringen. In der folgenden Saison konnte er nicht ganz an seinen Erfolg anknüpfen und rutschte fünf Plätze ab. In der folgenden Saison war er allerdings in guter Form und erreichte bei den Hong Kong Open das Finale. Im entscheidenden Frame gegen Mike Hallett verlor er zwar, konnte sich aber später in der Saison wieder unter die letzten Acht bei den European Open spielen. Das half ihm dabei, seine beste Spielerplatzierung auf Platz 18 der Saison 1991/92 zu erhalten.
In der folgenden Saison war er zum zweiten Mal Viertelfinalist bei der WM im Crucible Theatre, ebenso konnte er die Runde der letzten Acht bei den Asian Open erreichen. O’Kane gelang es, seinen 18. Platz der Rangliste über die folgenden drei Saisons zu verteidigen, schaffte es aber nie unter die besten 16. Trotzdem hielt er eine Platzierung zwischen dem 18. und 22. Platz und erreichte 1995 das Halbfinale der Thailand Classic. Dies war seine letzte gute Leistung und im Laufe der folgenden Saisons verlor er immer mehr Ranglistenplätze. Am Ende der Saison 2000/01 fiel er komplett aus der Rangliste heraus.
In den folgenden Jahren spielte er auf mehreren kleineren Turnieren und als die IBSF 2004 das Senior Event ins Leben rief, wurde O’Kane erster Sieger. Diesen Erfolg wiederholte er auch im darauffolgenden Jahr und brachte sich damit 2006/07 wieder für ein Jahr zurück auf die Main Tour. Am Ende der Saison musste er sich jedoch erneut verabschieden. Beim World-Seniors-Championship-Turnier 2011 konnte er sich zwar in der ersten Hauptrunde mit einem 2:1-Sieg gegen Neal Foulds durchsetzen, verlor aber im Viertelfinale klar 2:0 gegen Steve Davis.
O’Kane starb am 14. Mai 2024 in einem Krankenhaus der Stadt Auckland im Alter von 61 Jahren an den Folgen eines Unfalls.

## Erfolge

### Ranglistenturniere
| British Open             | Viertelfinale 1985, 1988 |
| Snookerweltmeisterschaft | Viertelfinale 1987, 1992 |
| Hong Kong Open           | Finalist 1989            |
| Classic                  | Viertelfinale 1990       |
| European Open            | Viertelfinale 1991       |
| Asian Open               | Viertelfinale 1992       |
| Thailand Classic         | Halbfinale 1995          |

### Einladungsturniere
| New Zealand Amateur Championship | Sieger 1980             |
| Australian Open                  | Halbfinale 1994         |
| OBSF Ozeanienmeisterschaft       | Sieger 2005, 2006, 2007 |
| World Seniors Championship       | Viertelfinale 2011      |

## Sonstiges
Dene O’Kane lebte in Auckland und war dort unter anderem als Master Coach der NZ-Billard-Konföderation tätig. Als Master Coach trainierte er dort die Coaches der Billard-Vereinigung Neuseelands. Zuletzt lebte er auf Waiheke Island.